# (20265) Yuyinchen
(20265) Yuyinchen (1998 FP23) – planetoida z grupy pasa głównego asteroid okrążająca Słońce w ciągu 3,57 lat w średniej odległości 2,34 j.a. Odkryta 20 marca 1998 roku.